# Дюваль, Дениз
Дениз Дюваль (фр. Denise Duval, 23 октября 1921, Париж, Франция — 25 января 2016, Швейцария) — французская оперная певица, сопрано. Была первой исполнительницей главных партий опер Франсиса Пуленка, две из трёх опер композитор написал специально для Дюваль.

## Биография
Родилась в Париже. Отец Дениз был военным, и семья несколько раз меняла место жительства — Французский Индокитай, Французская Западная Африка, Китай, — прежде чем поселилась в Бордо. Семья не планировала музыкальную карьеру для Дениз, помог директор консерватории Бордо, случайно услышавший её пение. Дюваль училась в консерватории Бордо. Дебютировала в опере Бордо в партии Лолы в «Сельской чести» П. Масканьи в 1943 году, позднее пела здесь Сантуццу («Сельская честь»), Микаэлу («Кармен» Ж. Бизе), Мими («Богема» Дж. Пуччини), Маргариту («Фауст» Ш. Гуно), Таис («Таис» Ж. Массне), Мелизанду («Пеллеас и Мелизанда» К. Дебюсси), Чио-Чио-Сан («Мадам Баттерфляй» Дж. Пуччини).
В 1945 году  отправилась в Париж в надежде устроиться в столичный оперный театр. Её надежды не оправдались, по рекомендации она смогла заключить контракт с варьете «Фоли-Бержер», где полураздетой пела арии из опер и камерную классику. Лишь через год Дюваль пригласили в Парижскую оперу на роль Саломеи («Иродиада» Ж. Массне), затем в Опера-Комик (Чио-Чио-Сан). Певица была членом труппы этих театров до окончания сценической карьеры в 1965 году, в течение ряда лет выступала на сцене театра Монте-Карло, появлялась и на других оперных сценах.
Начало оперной карьеры Дюваль ознаменовалось ролями Терезы («Груди Терезия» Ф. Пуленка, 1947), Таис (1950), Нинетты («Любовь к трём апельсинам» С. Прокофьева, 1952), Консепсьон («Испанский час» М. Равеля), Мюзетты («Богема», 1953). В Ла Скала спела в оратории А. Онеггера «Жанна д’Арк на костре», на Флорентийском музыкальном мае — в «Галантных Индиях» Ж.-Ф. Рамо. Дважды гастролировала в США. Дениз Дюваль обладала модельной внешностью, Кристиан Диор фотографировал её в романтическом образе, сплетничали об их любовной связи.
Ключевым в карьере певицы стало исполнение монооперы Пуленка «Человеческий голос» — на мировой премьере 6 февраля 1959 года в Опера-комик, затем в Ла Скала (1959), на Эдинбургском, Глайндборнском и Экс-ан-Прованском фестивалях (1960). Затем последовали мировая премьера оперы «Смерть Распутина» Н. Набокова (Кёльн, 1960), Тоска («Тоска» Дж. Пуччини) и Джульетта («Сказки Гофмана» Ж. Оффенбаха) в театре Колон. В 1962—1963 Дюваль пела Мелизанду в Глайндборне.
Была заметна и как концертная исполнительница. Концертный репертуар Дюваль включал преимущественно музыку её современников, среди которых А. Руссель, Ж. Тайфер, Д. Мийо, Ж. Ибер, Ф. Шмитт, А. Бюссер. Пуленк сам аккомпанировал певице на фортепиано, когда она пела его произведения.
В 1965 году здоровье певицы ухудшилось. После длительного лечения кортизоном восстановить голос уже не удалось. Певица оставила сцену и занялась преподаванием (École Française de Musique) и оперной режиссурой.

## Дюваль и Пуленк
Знакомство Дюваль и Пуленка произошло в 1947 году, Пуленк уже второй год безуспешно искал исполнительницу на роль Терезы для премьеры оперы «Груди Терезия», и постановщик Макс де Риё посоветовал ему послушать молодую певицу из «Фоли-Бержер». Дюваль только что была зачислена в труппу Опера-Комик и репетировала «Мадам Баттерфляй». Услышав певицу на репетиции, Пуленк заявил, что её голос идеально подходит для его оперы. Премьера состоялась 3 июня 1947 года, а Дюваль стала другом и «музой» композитора и непременной участницей всех премьер его вокальных произведений. Пуленк называл её «моя Дюваль», он посвятил ей и её сыну Ришару вокальный цикл «La Courte Paille».
Следующая опера Пуленка «Диалоги кармелиток» была написана в 1957 году по заказу Ла Скала, исполнительницей на мировой премьере была Вирджиния Дзеани, хотя вокальную партию композитор писал, имея в виду вокальные возможности Дюваль. На долю Дюваль выпало первое исполнение роли Бланш де ла Форс во французской версии 21 июня 1957 года в Париже.
Монооперу «Человеческий голос» называют вершиной творчества Франсиса Пуленка и вершиной вокальной карьеры Дениз Дюваль. Пуленк рассчитывал на драматическое дарование певицы, её способность воплотить образ покинутой женщины. По словам критика Б. Гавоти, «Одна в пустой комнате, как зверь в запертой клетке, страдающая от кошмаров, с расширившимися глазами, приближаясь к неизбежному, патетичная и превосходно простая, Дениз Дюваль нашла роль всей своей жизни». Пуленк переживал тяжёлый разрыв в личной жизни, незадолго до этого в такой же ситуации была Дюваль. Они подолгу обсуждали образ героини, участие певицы оказалось очень важным. «Если бы я не встретил её, если бы она не вошла в мою жизнь, „Человеческий голос“ никогда не был бы написан», говорил Пуленк.
После смерти Пуленка в 1963 году певица так и не смогла полностью оправиться и покинула сцену после череды представлений «Человеческого голоса» в Буэнос-Айресе в 1965 году. Дениз Дюваль считают лучшей исполнительницей женских партий в операх Пуленка.

## Избранная дискография
- Оффенбах, «Женевьева Брабантская»: Оркестр Французского радио, дир. М. Каривен: Дюваль, Жиродо, Массар, Гамель, Портеро, Леноти, Бальбон, Мильон, Дасси (INA Memoire vive, 1956)
- Пуленк, «Диалоги кармелиток»: Парижская национальная опера, дир. П. Дерво; Дюваль, Креспен, Шарли, Бертон, Горр, Депра, Финель, Денайса (EMI, 1958)
- Дебюсси, «Пеллеас и Мелизанда»: Королевский филармонический оркестр, дир. В. Гуи; Рюс, Дюваль, Рейнольдс, Хокман, Уилбринк, Бреди, Ширли-Кирк (Глайндборн, 1963)
- Равель, «Испанский час»: Опера-комик, дир. А. Клюитан: Дюваль, Вьёйль, Жиродо, Клавенси, Эран (EMI, 1994)
- Пуленк, «Человеческий голос»: Опера-комик, дир. Ж. Претр; Дюваль (EMI, 1994)